# Молацана
Молацана (итал. Molazzana) је насеље у Италији у округу Лука, региону Тоскана.
Према процени из 2011. у насељу је живело 110 становника. Насеље се налази на надморској висини од 467 м.

## Становништво
Према резултатима пописа становништва 2011. у општини је живело 1.127 становника.
| 1936. | 1951. | 1961. | 1971. | 1981. | 1991. | 2001. | 2011. |
| ----- | ----- | ----- | ----- | ----- | ----- | ----- | ----- |
| 2.412 | 2.306 | 1.883 | 1.534 | 1.408 | 1.257 | 1.188 | 1.127 |